# Salvatore Samperi
Salvatore Samperi (Padua, 26 juli 1944 - Rome, 4 maart 2009) was een Italiaans acteur en filmregisseur.

## Biografie
Salvatore Samperi werd in een welgestelde familie in 1944 geboren in Padua en studeerde een tijdje aan de Universiteit van Padua maar stopte zijn studies en sloot zich in 1968 aan bij de Movimento Studentesco. 
Samperi was een groot bewonderaar van de filmmaker Marco Bellocchio en debuteerde als regisseur-scenarist met Grazie zia (1968), die met een beperkt budget gerealiseerd werd. Hij werd internationaal vooral bekend met twee erotisch getinte films met Laura Antonelli, Malizia (1973) over een dienstmeisje op het erotische oorlogspad en het vervolg Peccato veniale (1974). Hij regisseerde verder onder meer Scandalo (1976), de soldatenklucht Sturmtruppen (1976), Amore in prima classe (met Sylvia Kristel, 1979) en Ernesto (1979). Als acteur speelde hij onder meer in Partner van Bernardo Bertolucci uit 1968. Zijn films worden beschouwd als een vorm van kritiek op de Italiaanse middenklasse en bourgeoisie.

## Filmografie (selectie)
- Grazie zia (1968)
- Cuore di mamma (1969)
- Uccidete il vitello grasso e arrostitelo (1970)
- Un'anguilla da 300 milioni (1971)
- Beati i ricchi (1972)
- Malizia (1973)
- Peccato veniale (1974)
- Scandalo (1976)
- Sturmtruppen (1976)
- Nené (1977)
- Liquirizia (1979)
- Ernesto (1979)
- Un amore in prima classe (1980)
- Casta e pura (1981)
- Sturmtruppen 2 - Tutti al fronte (1982)
- Vai alla grande (1983)
- Fotografando Patrizia (1984)
- La Bonne (1986)
- Malizia 2000 (1991)